# روبن فانديربيمدن
روبن فانديربيمدن (من مواليد 10 فبراير 1994) هو عداء بلجيكي يتنافس بشكل أساسي في سباق 200 متر. كما مثل بلاده في سباق التتابع 4 × 400 متر وفاز بالعديد من الميداليات في بطولتي العالم وأوروبا مع فريق التتابع 4 × 400 متر للرجال البلجيكيين. تنافس في دورة الألعاب الأولمبية الصيفية 2020، في 200 متر.